# Muzyczna kolekcja: Andrzej i Eliza
Muzyczna kolekcja: Andrzej i Eliza – album kompilacyjny zespołu Andrzej i Eliza zawierający jego największe przeboje, wydany w 2008 roku jako część serii Muzyczna kolekcja.

## Lista utworów
1. „Dobra miłość między nami” – (02:30)
2. „Kiedy człowiek sam na świecie” – (02:23)
3. „Zaloty jesienne Anno Domino” – (03:31)
4. „W sześć lat po ślubie” – (02:15)
5. „Ballada o butach” – (02:37)
6. „Królem bądź, głową rusz” – (03:03)
7. „Letni sposób na kłopoty” – (02:00)
8. „Wahanie” – (03:37)
9. „Nie na zawsze” – (02:14)
10. „Czerwone lata” – (02:44)
11. „Co nowego Olgo” – (02:53)
12. „Mój powrót” – (03:05)
13. „Siedem minut na lotnisko” – (04:02)
14. „Jeszcze tylko jeden dzień” – (02:47)
15. „Spotkanie z życiem” – (03:03)
16. „Dzieląc świat na pół” – (03:53)
17. „Z mego życia” – (03:01)
18. „Czy pamiętasz, jak to było” – (03:13)
19. „Czeka na nas świat” – (03:16)
20. „Czas relaksu” – (03:27)